# Riad Seif
Riad Seif (arabisch رياض سيف Riyad Saif, DMG Riyāḍ Saif; * 25. November 1946 in Damaskus) ist ein syrischer Unternehmer, Dissident und langjähriger Kritiker der Assad-Regierung. Seit dem 6. Mai 2017 steht er der Nationalkoalition syrischer Revolutions- und Oppositionskräfte als Präsident vor.
Während des Damaszener Frühlings 2001 führte er das oppositionelle „Forum für nationalen Dialog“, wurde jedoch Ende des Jahres verhaftet und zu fünf Jahren Gefängnis verurteilt. Nach Verbüßung der Strafe wurde er 2006 freigelassen, jedoch 2008 und 2011 jeweils erneut für kürzere Zeit verhaftet. Seif war von 1994 bis 2001 unabhängiger Abgeordneter des syrischen Parlaments. Seit spätestens 2011 ist er an Krebs erkrankt.

## Leben
Seif wurde 1946 als Sohn eines Zimmermanns im konservativen Damaszener Stadtteil al-Midan in eine große, kinderreiche Familie geboren. Nach der sechsten Schulklasse ging er bei einem lokalen Hemdenfabrikanten in die Lehre, um zum Familieneinkommen beizutragen. Er setzte jedoch die Schule neben der Arbeit fort und begann nach seinem Abschluss ein Studium an der Wirtschaftswissenschaftlichen Fakultät der Universität Damaskus, welches er jedoch abbrach, um 1963 mit zwei seiner Brüder einen kleinen Textilbetrieb zu gründen. Mit dem Import von Stoffen wuchs der Betrieb kontinuierlich. Mitte der 1970er Jahre teilten die Seifs den Betrieb in drei Einzelunternehmen auf, da die beiden konservativ eingestellten Brüder Riads dessen Idee, auch Frauen als Arbeiterinnen zu beschäftigen, für unislamisch hielten.

### Aufstieg zum Industriellen
Riad Seif hatte mit seinem Geschäftsmodell deutlich schneller und nachhaltiger Erfolg als seine Brüder. Seine Geschäftspolitik war für Syrien unorthodox: Seif bezahlte seine Angestellten besser als die Staatsbetriebe, beteiligte sie am Gewinn, hielt sie zu Eigenverantwortung an und bot ihnen soziale Leistungen wie eine Kinderkrippe und einen Busdienst, der die jungen Arbeiterinnen abends nach Hause brachte. Die andere Stütze seines Erfolgs waren Bartergeschäfte mit der Sowjetunion, bei denen der syrische Staat Schulden und Zinsen in Waren abbezahlte. Dies bedeutete, dass der syrische Staat Seif in syrischen Lira bezahlte, wohingegen seine Produkte in die Sowjetunion geliefert wurden. Er konnte dabei hohe Preise für Modeprodukte erzielen, die in der Sowjetunion selbst nicht produziert wurden. Zwischenzeitlich beschäftigte Seif über 1000 Mitarbeiter und führte damit den größten Industriebetrieb des Landes.
Mit dem Zusammenbruch des Ostblocks kamen die Bartergeschäfte zum Erliegen. Seif stand kurz vor dem Bankrott und musste sich bei Freunden und Angestellten Geld leihen, um ein neues Unternehmen aufbauen zu können. Er begann 1993 Sportkleidung für Adidas herzustellen und erhielt schließlich die Konzession für die eigenständige Vermarktung der Adidasprodukte in Syrien. In der Hoffnung, mit seinen Geschäftsideen ein Erfolgsmodell für das ganze Land bereitzuhalten, kandidierte er 1994 erstmals für das Parlament und wurde mit der höchsten Stimmenanzahl überhaupt gewählt.
Am 2. August 1996 starb Seifs Sohn Iyab. Seif behauptete 2007 in einem regierungskritischen Zeitungsartikel, dies sei unter "mysteriösen und verdächtigen Umständen" geschehen.
1998 kandidierte Seif erneut und wurde mit der Unterstützung vieler junger Menschen, aktueller und ehemaliger Arbeiter sowie einiger Intellektueller wiedergewählt. Erneut galt sein Augenmerk in erster Linie einer Reform der Industrie- und Wirtschaftspolitik, jedoch driftete sein Fokus mehr und mehr zur Korruption, in der er neben ökonomischer Inkompetenz vieler syrischer Unternehmer den zweiten Hauptfeind der syrischen Wirtschaft ausmachte. Die Antwort der syrischen Regierung erfolgte prompt und so wurde Seif mit hohen Steuernachforderungen überzogen bis hin zur öffentlichen Behauptung des Finanzministeriums, dass sein Abgeordnetenbüro zur Zwangsversteigerung stehe. Seif war gezwungen, sein Unternehmen zu verkaufen und von der Unterstützung seiner Verwandten zu leben. 1999 gab er eine Broschüre heraus, die die Auseinandersetzung mit dem Finanzministerium dokumentierte, auch seine Parlamentsreden fanden gedruckt Verbreitung.

### Damaszener Frühling und Oppositionstätigkeit
Nach dem Tod des Präsidenten Hafiz al-Assad und der Machtübernahme durch dessen Sohn Baschar hoffte Seif auf politische Reformen. Sein Verhältnis zu dem jungen Staatsoberhaupt war gut und Baschar al-Assad schien Riad Seif gewogen zu sein. Während des sogenannten „Damaszener Frühlings“ kam es 2001 tatsächlich zu einer kurzen Liberalisierungsphase in Syrien, während der sich viele Intellektuelle zu politischen Veranstaltungen zusammenfanden und die neue Redefreiheit nachdrücklich nutzten. Die Situation kippte allerdings schnell zurück in die Repression. Nachdem unterschwellige Kampagnen der Regierung gegen Seif dessen Engagement nicht bremsen konnten, wurde sein „Forum für den nationalen Dialog“ im Februar 2001 zusammen mit einer Reihe anderer politischer Clubs verboten, eine gerichtliche Untersuchung wurde kurze Zeit später eingeleitet. Trotz dieser offensichtlichen Warnschüsse hielt Seif sich nicht zurück, sondern griff im Parlament den umstrittenen Unternehmer und Cousin des Präsidenten Rami Machluf an. Dabei kritisierte Seif auch die Umstände bei der Vergabe der GSM-Lizenzen in Syrien, von denen eine an Machlufs SyriaTel ging.
Am 5. September 2001 kamen vier- bis fünfhundert Menschen zu einer Diskussionsveranstaltung in Seifs Wohnung zusammen, auf der Burhan Ghalioun als Gastredner sprach. Forderungen nach einem echten Mehrparteiensystem wurden geäußert. Am nächsten Tag wurde Seifs Abgeordnetenimmunität aufgehoben und er wurde zusammen mit weiteren Bürgerrechtlern festgenommen.
Seif wurde 2002 zu fünf Jahren Gefängnis verurteilt, unter anderem wegen "Angriffen auf die Autorität des Staates" und "Verhetzung". Amnesty International verfolgte den Fall kontinuierlich und setzte sich mehrfach für Seifs Freilassung ein. Seif musste dennoch seine Strafe verbüßen und wurde erst 2006 schließlich freigelassen. 2008 wurde Seif erneut verhaftet und eingesperrt, diesmal wegen seiner Unterzeichnung der Damaszener Erklärung vom Oktober 2005.
Am 6. Mai 2011 wurde Seif im Zusammenhang mit den anhaltenden Protesten gegen die syrische Regierung ein weiteres Mal festgenommen. Am folgenden Tag wurde gegen ihn Anklage wegen Verstoßes gegen das Demonstrationsverbot erlassen.
Am 7. Oktober 2011 wurde Seif von etwa zehn Angehörigen der Sicherheitskräfte der syrischen Regierung tätlich angegriffen. Der Anschlag ereignete sich, als Seif die al-Hassan-Moschee im Damaszener Stadtviertel Midan nach dem Freitagsgebet verließ. Seif trug eine Reihe von Verletzungen davon, darunter einen gebrochenen Arm. Am 13. Juni 2012 floh Seif zunächst nach Kairo und ging anschließend ins Exil nach Berlin.
Seif wurde am 6. Mai 2017 für eine einjährige Amtszeit zum Präsidenten der Nationalkoalition syrischer Revolutions- und Oppositionskräfte gewählt und ersetzte dabei den Amtsinhaber Chaled Chodscha.
Im Zuge der Verhandlungen gegen den syrischen ehemaligen Geheimdienstoffizier Anwar Raslan wegen schwerer Verbrechen gegen die Menschenrechte vor dem Oberlandesgericht Koblenz ab April 2020 machte Seif ausführliche Aussagen. Dabei wurde bekannt, dass Seif dem Angeklagten geholfen hatte, ein Einreisevisum für Deutschland als vermeintlicher Überläufer und Zeuge gegen die syrische Regierung zu erhalten. Diese Erwartungen erfüllte der Angeklagte jedoch nicht. Raslan wurde schließlich am 13. Januar 2022 zu einer lebenslangen Haftstrafe verurteilt.
Riad Seif ist der Vater der syrischen Juristin, Frauenrechtlerin und Menschenrechtsaktivistin Joumana Seif.

## Auszeichnungen
- Menschenrechtspreis der Stadt Weimar 2003[2]